# Faouzi Skali
Faouzi Skali né en 1953 à Fès (Maroc) est Docteur en anthropologie, ethnologie et sciences de religions. Écrivain francophone, il se situe entre l’Orient et l’Occident et œuvre pour le dialogue des hommes et des cultures.

## Biographie
À 23 ans, la lecture du Livre du dedans de Jalâl ud Dîn Rûmî, traduit en français par Eva de Vitray-Meyerovitch, l'oriente vers le soufisme, dimension mystique de l'islam. Un an plus tard, il rencontre Sidi Hamza al Qâdiri al Boutchichi dont il devient disciple,.
Il soutient une thèse à Paris-Sorbonne sur les saints et les sanctuaires de Fès.
Membre du Groupe des Sages nommé par le président de la Commission européenne, il contribue à la réflexion sur le « Dialogue entre les peuples et les cultures dans l’espace euro-méditerranéen »,.
Il est par ailleurs le fondateur/directeur du colloque international Une âme pour la mondialisation – depuis 2001 - en parallèle du Festival de Fès des musiques sacrées du monde, fondé depuis 1994 et dont il est également à l’origine. « Une âme pour la mondialisation » - né à Fès en terre marocaine - tend à devenir une sorte de contrepoint aux forums mondiaux économiques et sociaux.
En 2001, il est désigné par l'ONU parmi douze personnalités mondiales ayant contribué au dialogue des civilisations.
En 2007, il fonde à Fès le Festival de la Culture Soufie qui se déroule chaque année,.
En mai 2011, il est nommé membre de la haute autorité de la communication audiovisuelle par le roi Mohammed VI.
En mai 2014, il est nommé chevalier de la Légion d'honneur par la France, sur proposition du ministre des Affaires étrangères,,.
Il est marié et a trois enfants.